# Truchas, New Mexico
Truchas är en ort i Rio Arriba County i delstaten New Mexico, USA.